# Benaren
Benaren är en sjö i Leksands kommun i Dalarna och ingår i Dalälvens huvudavrinningsområde. Sjön har en area på 0,0737 kvadratkilometer och ligger 252,3 meter över havet.

## Delavrinningsområde
Benaren ingår i det delavrinningsområde (672102-144356) som SMHI kallar för Utloppet av Sången. Medelhöjden är 323 meter över havet och ytan är 18,08 kvadratkilometer. Räknas de 3 avrinningsområdena uppströms in blir den ackumulerade arean 36,53 kvadratkilometer. Bynoret (Flosjönoret) som avvattnar avrinningsområdet har biflödesordning 3, vilket innebär att vattnet flödar genom totalt 3 vattendrag innan det når havet efter 273 kilometer. Avrinningsområdet består mestadels av skog (76 procent). Avrinningsområdet har 1,52 kvadratkilometer vattenytor vilket ger det en sjöprocent på 8,4 procent.